# Augsburgo
Augsburgo ou Ausburgo (em alemão: Augsburg; na Antiguidade Augusta Vindelicorum, em latim) é uma cidade no sul do estado alemão da Baviera. É a capital e sede de administração da Suábia bem como da respectiva região administrativa (Bezirk).  Actualmente, a cidade tem cerca de 270 000 habitantes e é desse modo a terceira maior cidade da Baviera, depois de Munique e Nuremberga.
Augsburgo é uma cidade independente (Kreisfreie Städte) ou distrito urbano (Stadtkreis), ou seja, possui estatuto de distrito (kreis). Situa-se na confluência dos rios Wertach e Lech.

## História
A cidade foi fundada em 15 a.C. no reinado do imperador romano Augusto (r. 27 a.C.–14 d.C.), sendo uma guarnição chamada Augusta dos Vindélicos (em latim: Augusta Vindelicorum). Foi tomada pelos hunos no século V, por Carlos Magno no século VIII, e por Guelfo I da Baviera no século XI; foi uma das cidades livres imperiais do Sacro Império Romano-Germânico (recebeu o título em 1276). Cresceu sempre em importância e prosperidade, excepto durante a Guerra dos Trinta Anos e durante a Segunda Guerra Mundial. Foi também o berço de um dos primeiros jornais impressos, o "Relation oder Zeitung", em 1609. No mesmo ano foi fundado o jornal "Ordinarii Avisa" em Estrasburgo.
Foi palco das provas de canoagem dos Jogos Olímpicos de Verão de 1972.[carece de fontes?]
Em 25 de dezembro de 2016 foram evacuados 54 mil pessoas em decorrência de uma bomba não detonada durante a segunda guerra mundial. É a maior evacuação do país, até então, desde a segunda grande guerra.

### Militar

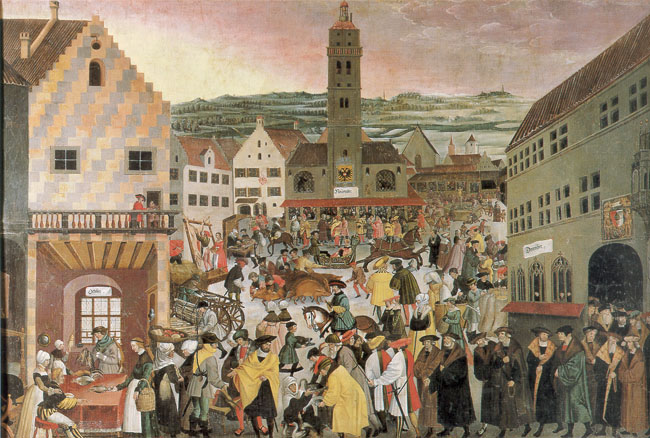
Gravura de Augsburgo em 1550

Augsburgo foi historicamente uma cidade militarmente importante devido a sua localização estratégica. Durante o rearmamento alemão antes da Segunda Guerra Mundial, a Wehrmacht ampliou um Kaserne (quartel), dividindo-o em três: Somme Kaserne, Arras Kaserne e Panzerjäger Kaserne.[carece de fontes?]
Durante a Segunda Guerra, um subcampo do campo de concentração de Dachau estava localizado fora de Augsburgo, fornecendo aproximadamente 1 300 trabalhadores forçados para a indústria militar local, mais especificamente a empresa de aviões militares Messerschmitt AG com sede em Augsburgo.
Em 1941, o político Rudolf Hess, sem a permissão de Adolf Hitler, secretamente partiu de um aeroporto local para a Escócia para se encontrar com o Duque de Hamilton, e pousou em Eaglesham em uma tentativa de mediar o fim da frente europeia da Segunda Guerra Mundial e se juntar aos lados para a próxima Campanha da Rússia.[carece de fontes?]
A presença das forças militares norte-americanas na cidade começaram com a 5.ª Divisão de Infantaria dos EUA estacionada em FLAK Kaserne de 1945 a 1955, depois pela 11.ª Airbone Division.[carece de fontes?]

## Personalidades
- Leopold Mozart, pai de Wolfgang Amadeus Mozart.
- Hans Karl August Simon von Euler-Chelpin (1873-1964), prémio Nobel da Química de 1929
- Bertolt Brecht (1891-1956),  dramaturgo, poeta e encenador alemão do século XX.